# Castel Castagna
Castel Castagna község (comune) Olaszország Abruzzo régiójában, Teramo megyében.

## Fekvése
A megye déli részén fekszik. Határai: Basciano, Bisenti, Castelli, Cermignano, Colledara, Isola del Gran Sasso d’Italia és Penna Sant’Andrea.

## Története
Első írásos említése a 12. századból származik, bár valószínűleg korábban alakult ki. A következő századokban nemesi birtok volt. Önálló községgé a 19. század elején vált, amikor a Nápolyi Királyságban felszámolták a feudalizmust.

## Népessége
A népesség számának alakulása:

## Főbb látnivalói
- San Pietro Martire-templom
- Santa Maria di Ronzano-templom
- Madonna della Grazie-templom